# ナワナコーン工業団地
ナワナコーン工業団地 (タイ語:เขตอุตสาหกรรมนวนคร、英語：Nava Nakorn Industrial Estate）は、タイのナワナコーン公社が管理する工業団地。タイ中部パトゥムターニー県クローンルワン郡に位置する。1971年に開設されたタイ初の工業団地。ナワナコン工業団地パトゥムタニとも記述される。バンコクへのアクセスの良さ、政府からの高い恩恵を売りにしている。2011年現在入渠企業は230社、270工場が入居し、内104社が日系企業、労働人口は27万人。ナコーンラーチャシーマー県にも系列工業団地ナワナコーン・ナコーンラーチャシーマー工業団地がある。

## 事務所所在地
パトゥムターニー県 クローンルワン郡 タムボン・クローンヌン パホンヨーティン通り ムー13 999
（999  หมู่ 13 ถนนพหลโยธิน, ตำบลคลองหนึ่ง, อำเภอคลองหลวง, จังหวัดปทุมธานี 12120）  
- 各地からの距離
  - アユタヤより25km
  - バンコクより46km
  - レームチャバン港より80km

## 用地
- 用地面積 - 総面積  1039ha

## 施設
- 水道水：県水道局より50,000 m³/日、工業用水70,000 m³/日。
- 電力：タイ地方電力公社(PEA)より515MVA｡
- 天然ガス:PTTより供給。
- 電話：5,000回線、長距離電話ネットワーク、高速インターネットシステム。
- 廃水処理 ：汚水活性化装置設置。45,000m³/日の処理能力。
- 道路：幹線道路は幅員40m、4車線道路。
- 洪水対策:道路から2.5mの盛り土、3線の大型V字排水システムを完備。
- 警備・消防:24時間の警備体制､CCTV設置。
- 産業廃棄物：一般廃棄物はナワナコーン社が回収。有害廃棄物はBetter World Green 社やGenko社が回収。

## 洪水被害
（2011年の工業団地の被災についてはタイ工業団地公社の2011年タイ北部・中部地域及びバンコク都における降雨・洪水被害の項を参照）
2011年7月から続くタイ北部の大雨によりアユタヤ県内でも洪水が発生し、10月4日ナコーンルワン郡サハラッタナナコーン工業団地、10月8日ローヂャナ・アユタヤ工業団地、10月13日ハイテク工業団地が冠水、閉鎖された。サプライヤー被災などその影響を受けて工業団地での浸水はないものの操業を停止する日系企業が出、増水の状況によっては浸水の危険性もあると警戒されていた。10月17日午前堤防が決壊、浸水した。